# 埃尔马德罗尼奥
埃尔马德罗尼奥，是西班牙安达卢西亚自治区塞维利亚省的一个市镇。总面积103平方公里，总人口379人（2001年），人口密度4人/平方公里。